# Lista di oblati di Maria Immacolata
Lista delle principali personalità legate alla congregazione dei Missionari Oblati di Maria Immacolata.

## Santi
- Eugène de Mazenod, fondatore

## Beati
- Joseph Gérard (1831–1914), missionario in Sudafrica
- Józef Cebula (1902–1941), martire a Mauthausen

### Martiri in Spagna
Nel 1936, ventidue oblati spagnoli (la maggior parte dei quali aveva meno di venticinque anni) furono uccisi durante la guerra civile spagnola e durante i massacri di Paracuellos. Sono stati beatificati a Madrid il 17 dicembre 2011.
Il 24 luglio 1936 furono uccisi:
- Francisco Esteban Lacal, superiore provinciale;
- Juan Antonio Pérez Mayo, sacerdote e professore, 29 anni;
- Manuel Gutiérrez Martín, studente, suddiacono, 23 anni;
- Cecilio Vega Domínguez, studente, suddiacono, 23 anni;
- Juan Pedro Cotillo Fernández, studente, 22 anni;
- Pascual Aláez Medina, studente, 19 anni;
- Francisco Polvorinos Gómez, studente, 26 anni;
- Justo González Lorente, studente, 21 anni

Il 7 novembre 1936 morirono: 
- José Vega Riaño, sacerdote e insegnante, 32 anni, e
- Serviliano Riaño Herrero, scolastico, 30 anni.

Il 17 novembre 1936 trovarono la morte: 
- Francisco Esteban Lacal, provinciale, 48 anni;
- Vicente Blanco Guadilla, superiore, 54 anni;
- Gregorio Escobar García, appena ordinato sacerdote, 24 anni;
- Juan José Caballero Rodríguez, studente, suddiacono, 24 anni;
- Publio Rodríguez Moslares, studente, 24 anni;
- Justo Gil Pardo, studente, suddiacono, 26 anni;
- Angel Francisco Bocos Hernández, frate, 53 anni;
- Marcelino Sánchez Fernández, frate, 26 anni;
- José Guerra Andrés, studente, 22 anni;
- Daniel Gómez Lucas, studente, 20 anni;
- Justo Fernández González, studente, 18 anni;
- Clemente Rodríguez Tejerina, studente, 18 anni;
- Eleuterio Prado Villarroel, frate, 21 anni.

### Martiri del Laos
L'11 dicembre 2016 sono stati beatificati i 17 martiri del Laos (uccisi tra il 1954 e il 1969): tra loro, 6 martiri oblati: 
- Joseph Boissel,
- Michel Coquelet,
- Louis Leroy,
- Vincent L'Hénoret
- Jean Wauthier[1]
- Mario Borzaga (1932–1960)[2].

## Cardinali
- Joseph Hippolyte Guibert, arcivescovo di Parigi (cardinale dal 1873)
- Jean-Marie-Rodrigue Villeneuve, arcivescovo di Québec (cardinale dal 1933)
- Thomas Benjamin Cooray, arcivescovo di Colombo (cardinale dal 1965)
- Francis Eugene George, arcivescovo di Chicago (cardinale dal 1998)
- Orlando Beltran Quevedo, arcivescovo di Cotabato (cardinale dal 2014)
- Sebastian Koto Khoarai, vescovo emerito di Mohale's Hoek (cardinale dal 2016)

## Vescovi
- Jean-François Allard, vicario apostolico di Natal (1851–1874)
- Maturino Blanchet, vescovo di Aosta (1946–1968)
- Etienne-Auguste-Germain Loosdregt, vicario apostolico di Vientiane (1952–1975)
- John Edward Taylor, vescovo di Stoccolma (1962–1976)
- Alessandro Staccioli, vicario apostolico di Luang Prabang (1968–1975)
- Marcello Zago, segretario della Congregazione per l'Evangelizzazione dei Popoli (1998–2001)

## Altri
- Louis Babel, linguista, geografo ed esploratore svizzero
- Michalak Paul, O.M.I., 21 novembre 1920 a Eickel (Germania) - 21 giugno 2020 Pontmain (Francia), dottore in diritto canonico e in filosofia, professore in alcuni istituti religiosi in Italia, Guatemala, Salvador, Colombia, Canada. Missionario in Camerun per 14 anni, è stato fondatore di 2 nuove Missioni tra cui quella di Figuil (Camerun). Ha fatto costruire 5 Chiese e altri 20 edifici in varie Missioni.
- Jean Monbourquette, scrittore canadese